# Sách 1 Ma-ca-bê
Sách 1 Ma-ca-bê (gọi là Ma-ca-bê thứ nhất) là một sách trong Kinh Thánh được viết bằng tiếng Do Thái vào khoảng năm 100 trước Công nguyên bởi một tác giả Do Thái. Sách này là một phần của Cựu Ước theo Công giáo và Chính thống giáo nhưng nhìn chung không được Tin Lành coi là quy điển. Sách nói về giai đoạn trong lịch sử của người Do Thái từ năm 175 trước Công nguyên đến năm 134 trước Công nguyên, khi Đế chế Seleucid cai trị Israel và áp đặt nền văn hóa và tôn giáo của họ trên dân tộc Do Thái. Tức giận trước những diễn biến này, nhiều người Do Thái đã nổi dậy chống lại những người ủng hộ sự cai trị của đế quốc đó và lật đổ chế độ chuyên chế. Cuộc đấu tranh và các trận chiến của họ tạo nên phần lớn nội dung của 1 Ma-ca-bê.

## Niên đại
1 Ma-ca-bê đã được viết vào khoảng cuối thế kỷ thứ hai trước Công nguyên. Bản dịch Kinh Thánh Jerusalem cho rằng sách này đã được viết vào khoảng năm 100 trước Công nguyên, và chắc chắn là đã được viết trước khi cuộc vây hãm thành Jerusalem do tướng Pompeius Magnus chỉ huy diễn ra vào năm 63 trước Công nguyên. Hầu hết học giả đồng ý rằng thời điểm sách được viết là năm 100 trước Công nguyên.